# SpaceShipOne

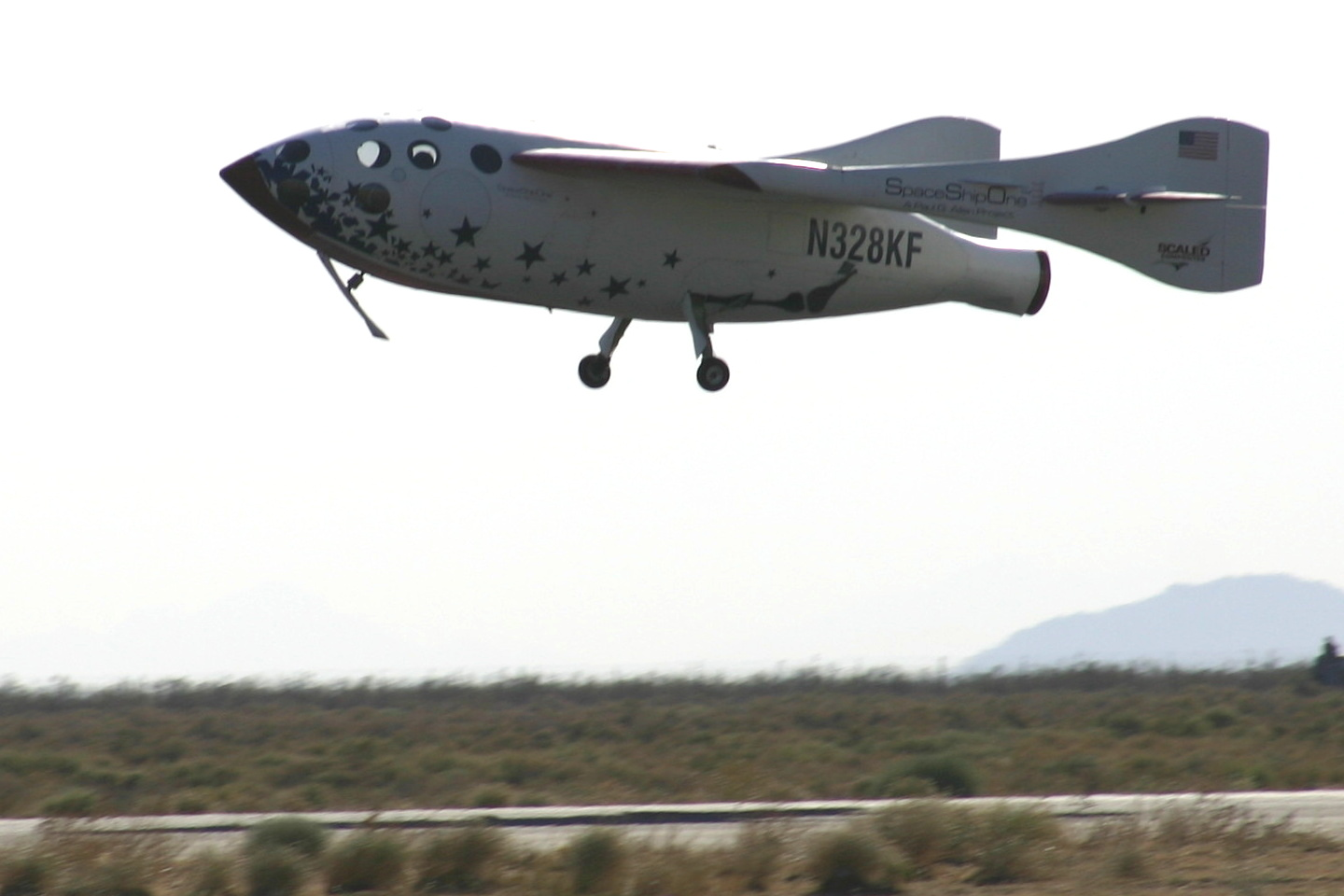
SpaceShipOne în zbor

SpaceShipOne este o navă spațială suborbitală dezvoltată de către Virgin Galactic, aceasta a realizat al doilea zbor în istoria universală a zborurilor hipersonice pilotate, după cele realizate de North American X-15.
Primul zbor spațial al navei care a atins altitudinea de 100,124 km (adică limita atmosferei) a avut loc pe 21 iunie 2004.
SpaceShipOne este un proiect finanțat de Paul Allen, cofondatorul Microsoft, care a plătit pentru construirea rachetei 20 de milioane de dolari.

## Obiective
Unul dintre obiectivele proiectului a fost cel de a participa la concurs Ansari X Prize, în care condiția de bază a fost de a crea o navă spațială capabilă de două ori în două săptămâni să ajungă în spațiu cu trei oameni la bord. Câștigătorul urmând să obțină un premiu de 10 milioane dolari. Premierea a fost programată pentru începutul lui 2005. Ca urmare a operațiunilor de la începutul lunii octombrie 2004, echipa SpaceShipOne a reușit să câștige premiul.

## Zbor

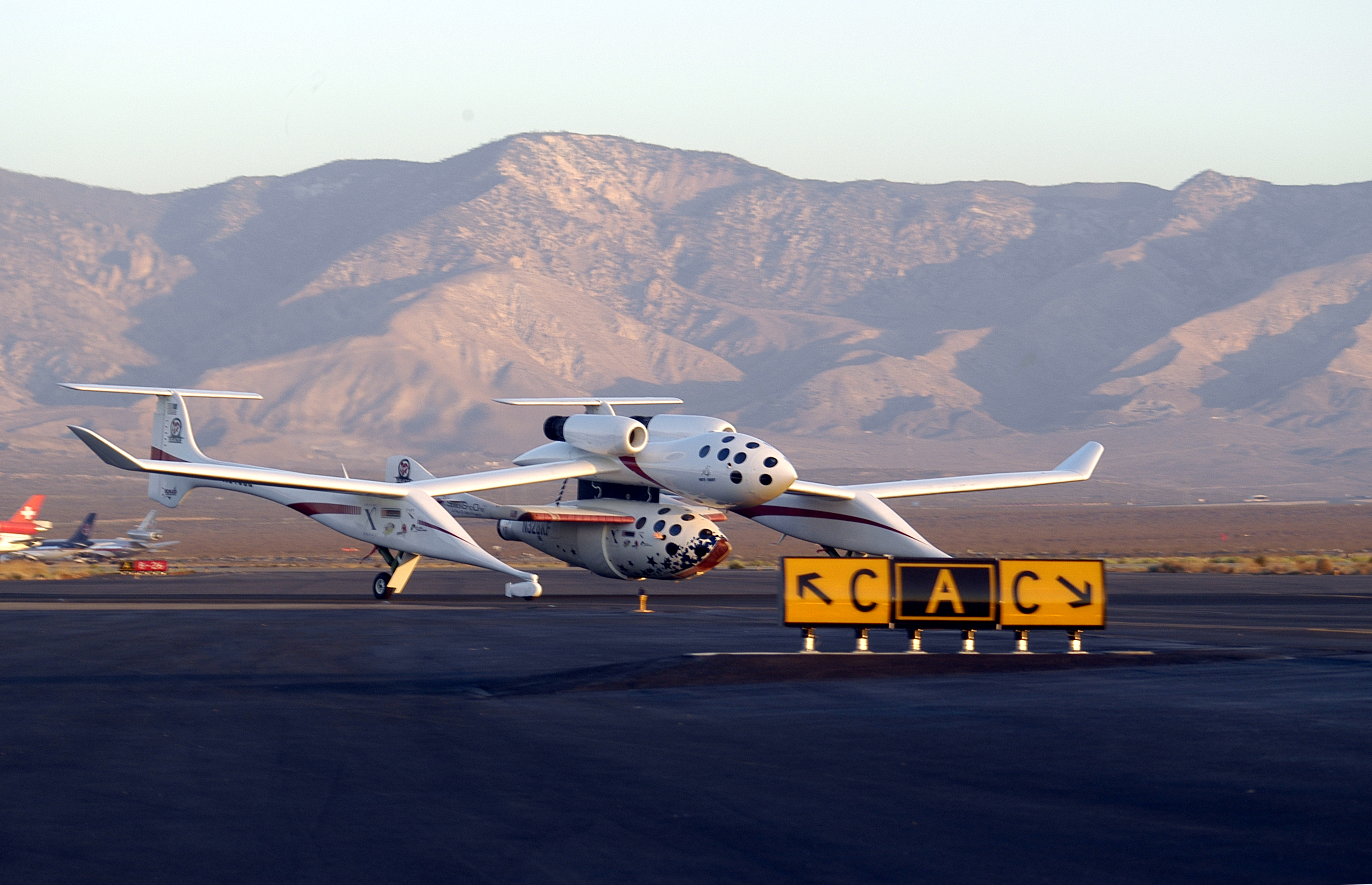
SpaceShipOne atașat navei purtătoare, White Kinght

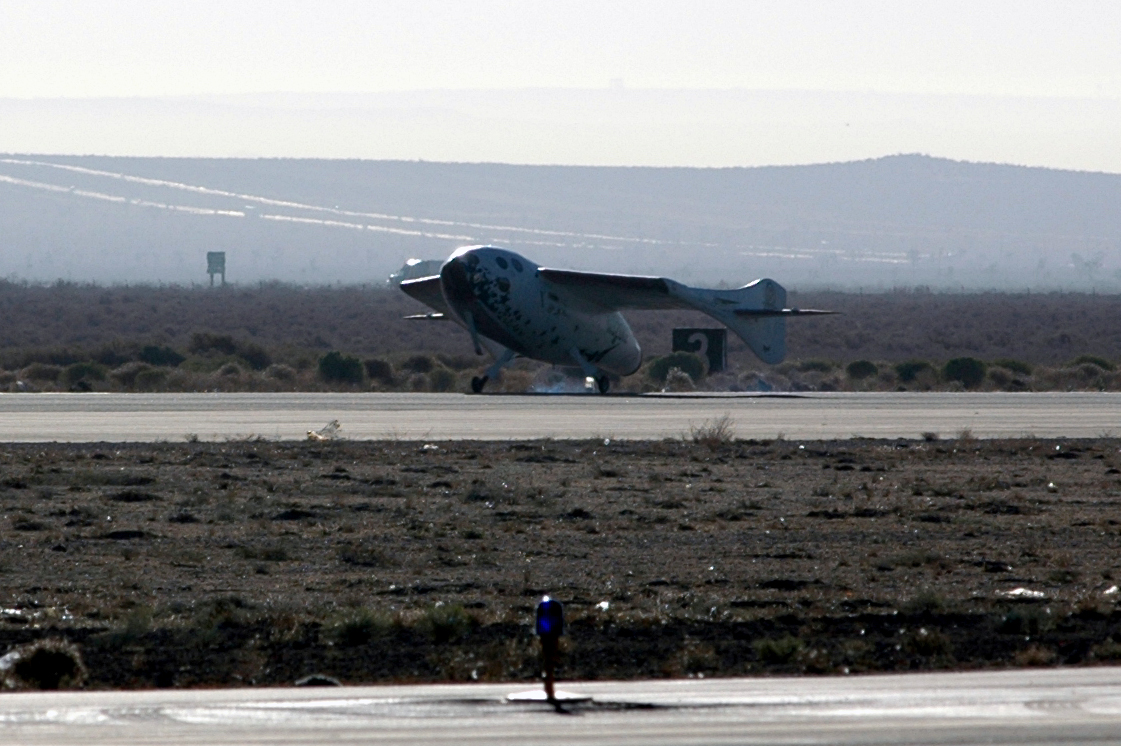
Aterizarea navei

Lansarea lui SpaceShipOne a avut loc în deșertul Mojave, din statul american California pe data de 29 iulie 2003. După desprinderea de navă purtătoare, racheta a intrat pentru scurt timp în vrie, dar pilotul Michael Melvill a reușit să o redreseze și să iasă din spațiul terestru.
SpaceShipOne ce dispunea de un motor prototip ușor, a fost atașat unei nave purtătoare numită "White Knight". La o oră după decolare, avionul a eliberat prototipul care a pornit motoarele pentru o ascensiune verticală cu o viteză de 3.000 de kilometri pe oră. După care a urcat până la o altitudine de 100 de kilometri, în termosferă, frontieră cu spațiul.  
Nava și-a pierdut gradual viteza. Aparatul căzând liber spre Pământ cu o viteză de 3.000 de kilometri pe oră. După ce străbatuse straturile superioare ale atmosferei, aparatul și-a recăpătat echilibrul și a planat spre Terra.  

### Lista zborurilor
| Zbor | Dată               | Viteza max. | Altitudine | Durată      | Pilot         |
| ---- | ------------------ | ----------- | ---------- | ----------- | ------------- |
| 01C  | 20 mai 2003        | 0.53 mach   | 14.63 km   | 1 h 48 min  | fără pilot    |
| 02C  | 29 iulie 2003      |             | 14 km      | 2 o 06 min  | Mike Melvill  |
| 03G  | 7 august 2003      | 278 km/h    | 14.33 km   | 19 min 00 s | Mike Melvill  |
| 04GC | 27 august 2003     | 370 km/h    | 14 km      | 1 o 06 min  | Mike Melvill  |
| 05G  | 27 august 2003     | 370 km/h    | 14.69 km   | 10 min 30 s | Mike Melvill  |
| 06G  | 23 septembrie 2003 | 213 km/h    | 14.26 km   | 12 min 15 s | Mike Melvill  |
| 07G  | 17 octombrie 2003  | 241 km/h    | 14.08 km   | 17 min 49 s | Mike Melvill  |
| 08G  | 14 noiembrie 2003  | 213 km/h    | 14.42 km   | 19 min 55 s | Peter Siebold |
| 09G  | 19 noiembrie 2003  | 213 km/h    | 14.72 km   | 12 min 25 s | Mike Melvill  |
| 10G  | 4 decembrie 2003   | 213 km/h    | 14.75 km   | 13 min 14 s | Brian Binnie  |
| 11P  | 17 decembrie 2003  | 1.2 mach    | 20.67 km   | 18 min 10 s | Brian Binnie  |
| 12G  | 11 martie 2004     | 232 km/h    | 14.78 km   | 18 min 30 s | Peter Siebold |
| 13P  | 8 aprilie 2004     | 1.6 mach    | 32.00 km   | 16 min 27 s | Peter Siebold |
| 14P  | 13 mai 2004        | 2.5 mach    | 64.43 km   | 20 min 44 s | Mike Melvill  |
| 15P  | 21 iunie 2004      | 2.9 mach    | 100.124 km | 24 min 05 s | Mike Melvill  |
| 16P  | 29 septembrie 2004 | 2.92 mach   | 102.93 km  | 24 min 11 s | Mike Melvill  |
| 17P  | 4 octombrie 2004   | 3.09 mach   | 112.014 km | 23 min 56 s | Brian Binnie  |

## Scop
Scopul proiectului privat de 20 de milioane de dolari a fost să demonstreze viabilitatea zborurilor cosmice comerciale și să deschidă calea pentru turismul spațial.